# Władimir Kanajkin
Władimir Aleksiejewicz Kanajkin (ros. Владимир Алексеевич Канайкин; ur. 21 marca 1985 w Republice Mordwińskiej) – rosyjski lekkoatleta, chodziarz.
Mistrz świata kadetów (2001, złoty (2002) i srebrny (2004) medalista mistrzostw świata juniorów w chodzie na 10000 metrów. Zwycięzca pucharu Europy w chodzie (2007), drugi zawodnik Pucharu świata w Czeboksarach (2008) w chodzie na 50 km  z wynikiem 3:36:55 – rezultat ten anulowano później z powodu dopingu Rosjanina. 
29 września 2007 w Sarańsku poprawił rekord świata w chodzie na 20 km (1:17:16 – obecnie jest to 7. wynik w historii światowej lekkoatletyki). 8 czerwca 2008 przeszedł dystans 20 km w 1:16:53, ale na tych samych zawodach szybszy o 10 sekund był inny Rosjanin, Siergiej Morozow. 5 sierpnia 2008 agencje doniosły, że Kanajkina przyłapano na stosowaniu EPO i wykluczono z ekipy olimpijskiej. Anulowano jego rezultaty uzyskane od dnia przeprowadzenia badań antydopingowych (10 kwietnia 2008) i nałożono karę dwuletniej dyskwalifikacji (9 września 2008 – 8 września 2010). W 2011 został wicemistrzem świata, a w 2012 zdobył brąz pucharu świata, lecz został ich pozbawiony po wykryciu w jego organizmie środków dopingowych.   
Wynik Kanajkina z 2007 był przez 7,5 roku rekordem świata w chodzie na 20 kilometrów, wynik Morozowa z 2008 nie został ratyfikowany jako rekord globu.